# Litoria verae
Litoria verae es una especie de anfibio anuro de la familia Pelodryadidae.

## Distribución geográfica
Esta especie es endémica del oeste de Nueva Guinea en Indonesia. Habita en la provincia de Papúa Occidental a unos 650 m de altitud en el lado oriental de las montañas Wondiwoi en la península de Wandammen.

## Descripción
Los machos miden hasta 35 mm y las hembras 40.8 mm.

## Etimología
Esta especie lleva el nombre en honor a Vera Heinrich.

## Publicación original
- Günther, 2004 : Two new treefrog species of the genus Litoria (Anura: Hylidae) from the west of New Guinea. Zoologische Abhandlungen. Staatliches Museum für Tierkunde in Dresden, vol. 54, p. 163–175[5]